# Исламбеков, Раджаб Капланович
Раджаб Капланович Исламбеков (31 декабря 1925, Ташкент — 9 декабря 2011) — советский, узбекский учёный, биохимик, лауреат Ленинской премии 1964 года.
Ученый эндокринолог — член-корреспондент АМН СССР (1969) и Российской АМН (1992), заслуженный деятель науки республики Узбекистан, доктор медицинских наук. Жил в Узбекистане (УзССР).

## Биография
Родился 31 декабря 1925 года в Ташкенте.
В 1947 г. с отличием окончил Ташкентский медицинский институт, а в 1950г — аспирантуру. В 1961 г он защитил докторскую диссертацию «Клиникоморфологическое исследование эндемического зоба».

## Научно-организационная деятельность
Р. К. Исламбеков был одним из организаторов Института краевой медицины (ныне Институт эндокринологии) в Ташкенте, в котором он проработал 18 лет — сначала — руководителем лаборатории, затем заведующим отделом эндокринологии. В 1967—71гг он был директором Института краевой медицины (Ташкент).

## Научная деятельность
Научные интересы Р. К. Исламбекова были сосредоточены в области физиологии и патологии щитовидной железы, проблемы эндемического зоба. Он один из пионеров внедрения в СССР методов диагностики и лечения болезней щитовидной железы радиоактивным йодом. Р. К. Исламбеков предложил и обосновал концепцию о роли йода и других микроэлементов в мультифакториальной этнологии эндемического зоба, на основе которой создан препарат для профилактики и лечения эндемического зоба. Раджаб Капланович Исламбеков является организатором многих экспедиций по изучению этиологии, патогенеза и распространенности эндемического зоба в Узбекистане, проведения массовой йодной профилактики, в результате чего заболеваемость эндемическим зобом в стране резко снизилась.
Р. К. Исламбеков — автор более 150 научных работ по различным проблемам эндокринологии, в том числе 7 монографий. Он внес большой вклад в подготовку высококвалифицированных кадров эндокринологов. Под его руководством подготовлены 20 докторских и кандидатских диссертаций.

## Награды
Трудовая деятельность Р. К. Исламбекова получила высокую правительственную оценку. Он награждён орденом Трудового Красного Знамени, многими медалями. Исламбеков Р. К. совместно с Туракуловым Я. Х. были удостоены Ленинской премии за работу «Обмен йода и гормонов щитовидной железы при некоторых формах тиреоидной патологии».
В 2004 г. Р. К. Исламбеков удостоен Международной общественной награды «Профессия — жизнь» с вручением ему Большой золотой статуэтки и ордена «За честь, доблесть, созидание, милосердие».

## Список избранных трудов
- Islambekov R.K. The contribution of the scientists of the Endocrinology Research Centre, Russian Academy of Medical Sciences, to the study, prevention, and treatment of iodine-deficiency diseases. Problems of Endocrinology. 2005;51(5):7. (In Russ.) https://doi.org/10.14341/probl20055157
- Исламбеков, Р. К. Влияние йодистых препаратов и трийодтиронина на гистологическую структуру щитовидной железы при экспериментальном зобе / Р. К. Исламбеков, Л. Б. Платонова, Л. И. Миркамалова // Арх. патол.- М.: Медицина, 1975.- Т.ХХХУН.- № 10.-С. 63-69.